# Armilla (indumentària)
Una armilla, també coneguda com a jupetí al País Valencià, guardapits a Mallorca i com a dosso o dosseto a l'Alguer, és una peça de vestir sense mànigues, i habitualment sense coll, que cobreix el tronc i s'obre per davant, on es corda, generalment, amb botons; per norma general es duu sobre camisa i sota jaqueta. Normalment és recta, però pot ésser creuada. Pot dur butxaques de rellotge laterals. També es coneix com a guardapits o jupetí.

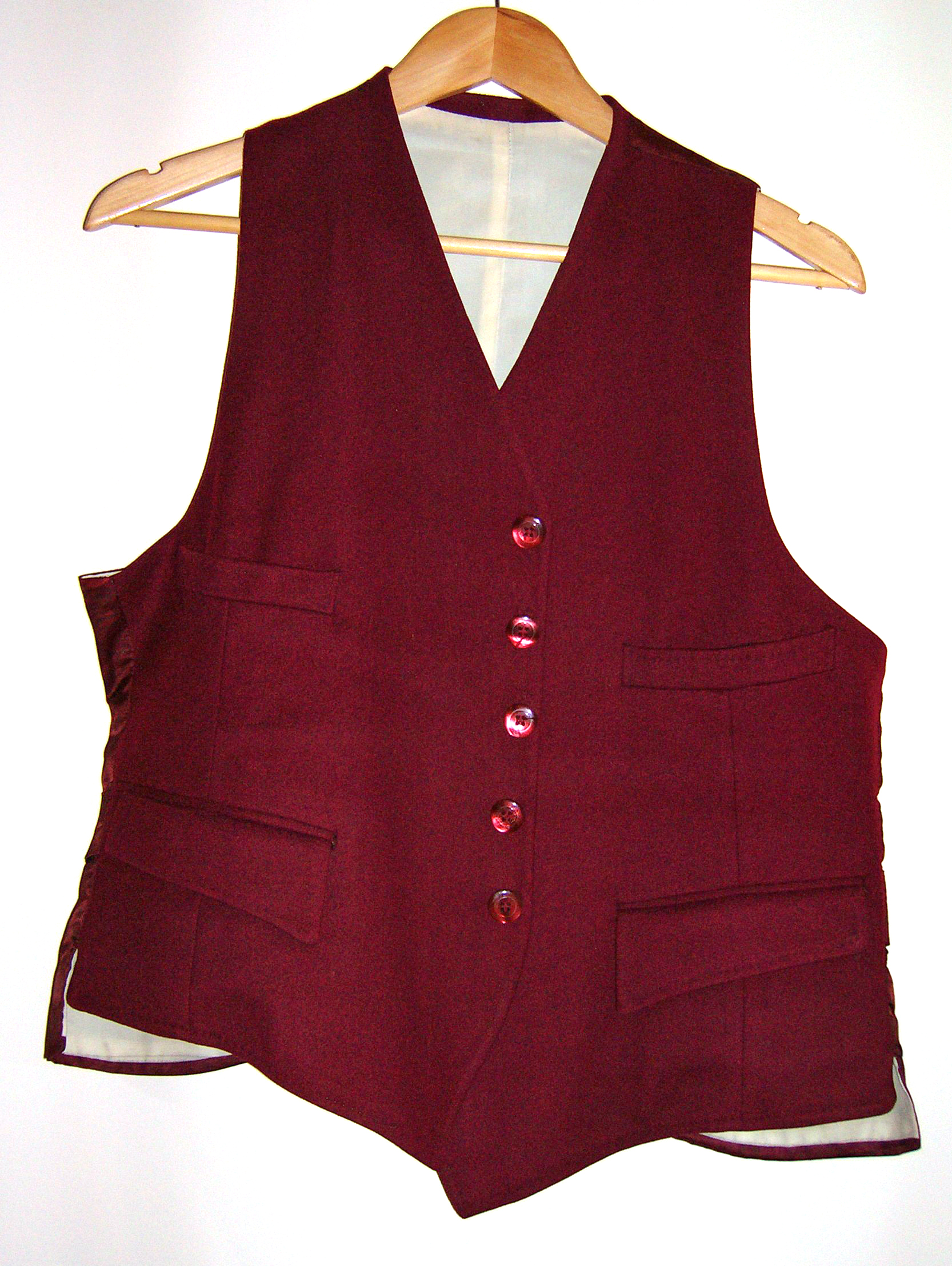
Armilla de tipus clàssic

L'armilla sorgí en el darrer terç del segle xvii, conjuntament amb la casaca, i és un dels tres elements del model d'indumentària masculina de tres peces que s'establí llavors i que posà les bases del model actual. Al principi l'armilla era força llarga (podia arribar fins a mitja cama); a mitjan segle xviii s'estabilitzà en la llargada actual, és a dir, aproximadament a l'altura de la cintura. En ésser substituïda la casaca per jaquetes rectes de tipus modern, al primer quart del segle xix, l'armilla continuà com a element imprescindible de la indumentària formal masculina; i confirmà aquest paper en consolidar-se el vestit masculí modern, en el pas del segle xix al XX. Des de la segona meitat del segle xx, l'armilla ha esdevingut una peça d'ús optatiu.
L'armilla ha tingut un paper important, també, en la vestimenta popular tradicional dels homes en molts països europeus (Països Catalans inclosos), i també del món cultural islàmic.
Històricament d'ús sobretot masculí, també n'han usat i n'usen les dones.
A mitjans dels anys setanta es posà de moda, entre ambdós sexes, l'ús informal de l'armilla com a peça exterior, duta sobre la camisa i sense res damunt, i en combinació, per exemple, amb texans o amb faldilles d'estil més o menys hippy. Aquest ús resta avui com a possibilitat acceptada en la vestimenta informal.
Per analogia s'anomena armilla de punt un tipus de jersei sense mànigues i amb coll en punta, que evoca la forma de l'armilla pròpiament dita.
Tipus especials d'armilla, de funcionalitat específica, fora ja del camp de la indumentària general, són l'armilla antibales, l'armilla reflectora i l'armilla salvavides.